# Madison megye (Észak-Karolina)
Madison megye az Amerikai Egyesült Államokban, azon belül Észak-Karolina államban található. Megyeszékhelye Marshall, legnagyobb városa Mars Hill. Lakosainak száma 21 193 fő (2020. április 1.).

## Szomszédos megyék
- Greene megye
- Unicoi megye
- Yancey megye
- Buncombe megye
- Haywood megye
- Cocke megye

## Népesség
A megye népességének változása:
| Lakosok száma | 20 778 | 20 836 | 20 873 | 21 022 | 21 139 | 21 193 |
|               | 2010   | 2011   | 2012   | 2013   | 2015   | 2020   |